# Porricondyla caucasicola
Porricondyla caucasicola är en tvåvingeart som beskrevs av Boris Mamaev och Zaitzev 1996. Porricondyla caucasicola ingår i släktet Porricondyla och familjen gallmyggor. Inga underarter finns listade i Catalogue of Life.